# Saadiyat Beach
Saadiyat Beach (Arabisch: شاطئ السعديات) is een van de zeven wijken op het eiland Saadiyat in de stad Abu Dhabi. De wijk werd aangelegd door de vastgoedfirma TDIC en is voor een deel nog in aanbouw. De aanleg van de wijk begon in 2012. In Saadiyat Beach bevinden zich naast woningen ook onder andere een publiek strand en een golfclub, de Saadiyat Beach Golf Club. De kustlijn van de wijk heeft een lengte van negen kilometer. De kust is onderdeel van de "Dune Protection Zone" met als doel de nesten van de bedreigde karetschildpadden daar te beschermen.

## Indeling
De woningen zijn verdeeld over een aantal gated community's, waarvan één villawijk, één buurt met appartementencomplexen en één met beide:
- Saadiyat Beach Village is de villawijk en omvat villa's die gelegen zijn langs de golfbaan. De verschillende huizen zijn gebouwd in de Arabische, mediterrane en moderne stijl en hebben drie tot zes slaapkamers.
- Saadiyat Beach Residences is een van de buurten met appartementen. Er bevinden zich 495 appartementen met één tot vier slaapkamers. Centraal in de wijk bevinden zich een zwembad, een tennisbaan, speeltuinen en een fitnesshal.
- The St. Regis Saadiyat Island Resort omvat naast een hotel en een winkelgedeelte ook 32 private villa's met vier slaapkamers en 259 appartementen met maximaal vier slaapkamers. De appartementencomplexen beschikken ook over een zwembad en een fitnesshal. De villa's zijn gebouwd in de Spaans-mediterrane stijl en hebben marmeren vloeren en mozaïeken.

Naast permanente woningen bevinden zich in Saadiyat Beach ook twee hotels, het Park Hyatt Abu Dhabi, dat in november 2011 opende, en The St Regis Saadiyat Island Resort. In dat laatste hotel bevindt zich tevens een winkelgedeelte, genaamd "The Collection", dat 7.000 m² aan winkels, horecagelegenheden en een supermarkt huisvest. Daarnaast zijn er nog een aantal hotels gepland, waaronder een hotel van hotelketen Shangri-La en het Saadiyat Rotana Resort, dat daarnaast ook volgens planning 13 private villa's zal huisvesten. Ook zijn een moskee, een school en sportfaciliteiten gepland. Aan de kust bevinden zich twee stranden, namelijk één publieke in het beheer van BAKE en daarnaast de Saadiyat Beach Club, waar alleen leden mogen komen.